# Magnolia flaviflora
Magnolia flaviflora este o specie de plante din genul Magnolia, familia Magnoliaceae. A fost descrisă pentru prima dată de Yuh Wu Law și Yeng Fen Wu, și a primit numele actual de la Richard B. Figlar. Conform Catalogue of Life specia Magnolia flaviflora nu are subspecii cunoscute.